# Лејтон (Алабама)
Лејтон (енгл. Leighton) град је у америчкој савезној држави Алабама. По попису становништва из 2010. у њему је живело 729 становника.

## Демографија
Према попису становништва из 2010. у граду је живело 729 становника, што је 120 (14,1%) становника мање него 2000. године.
| Група             | 2000.       | 2010.       |
| Белци             | 369 (43,5%) | 316 (43,3%) |
| Афроамериканци    | 468 (55,1%) | 388 (53,2%) |
| Азијати           | 0 (0,0%)    | 1 (0,1%)    |
| Хиспаноамериканци | 8 (0,9%)    | 4 (0,5%)    |
| Укупно            | 849         | 729         |